# Manon Taris
Manon Taris,, née le 2 février 1988[réf. nécessaire], est une comédienne, chanteuse et danseuse française. Elle est notamment connue pour ses rôles dans des comédies musicales, et pour avoir joué le rôle de Belle dans La Belle et la Bête (Beauty and the Beast : The Broadway Musical) au Théâtre Mogador (2013-2014).

## Biographie
Manon commence sa formation par la danse, le chant et le théâtre vers l'âge de 8 ans dans une école de comédie musicale de Bordeaux. C'est lors de son entrée au lycée qu'elle intègre une école de musique où elle apprend le jazz et les musiques actuelles.
À 18 ans, elle commence une formation professionnelle à l'Institut Supérieur des Arts de la Scène de Rick Odums à Paris.

## Comédies musicales
- 2002 : Le Petit Prince - Richard Cocciante et Elisabeth Anaïs
- 2009 : Les Misérables de Claude-Michel Schönberg et Alain Boublil, Lausanne- rôle de Cosette
- 2010 : Il était une fois les comédies musicales, produit par Arc en Ciel Production - soliste au côté de Simon Porter
- 2011 :  La Belle de Cadix, au Théâtre Comédia
- 2012 : Sister Act, au Théâtre Mogador - rôle de Sœur Marie Mélodie, doublure de Sœur Marie Robert
- 2013 - 2014 : La Belle et la Bête, au Théâtre Mogador - rôle de Belle[1],[2]
- 2014 - 2015 : Le Bal des vampires de Jim Steinman et Michael Kunze, mise en scène par Roman Polanski, adaptation française de Ludovic-Alexandre Vidal et Nicolas Nebot au Théâtre Mogador : Ensemble, doublure Sarah
- 2015 - 2016 : Le Voyage extraordinaire de Jules Verne de Nicolas Nebot et Dominique Mattei, mise en scène Rabah Aliouane, théâtre Mogador : Cendrillon